# Палмерстон (атолл)
Палмерстон (англ. Palmerston Island) — атолл в Тихом океане в составе островов Кука, в 500 км к северо-западу от Раротонги.

## География

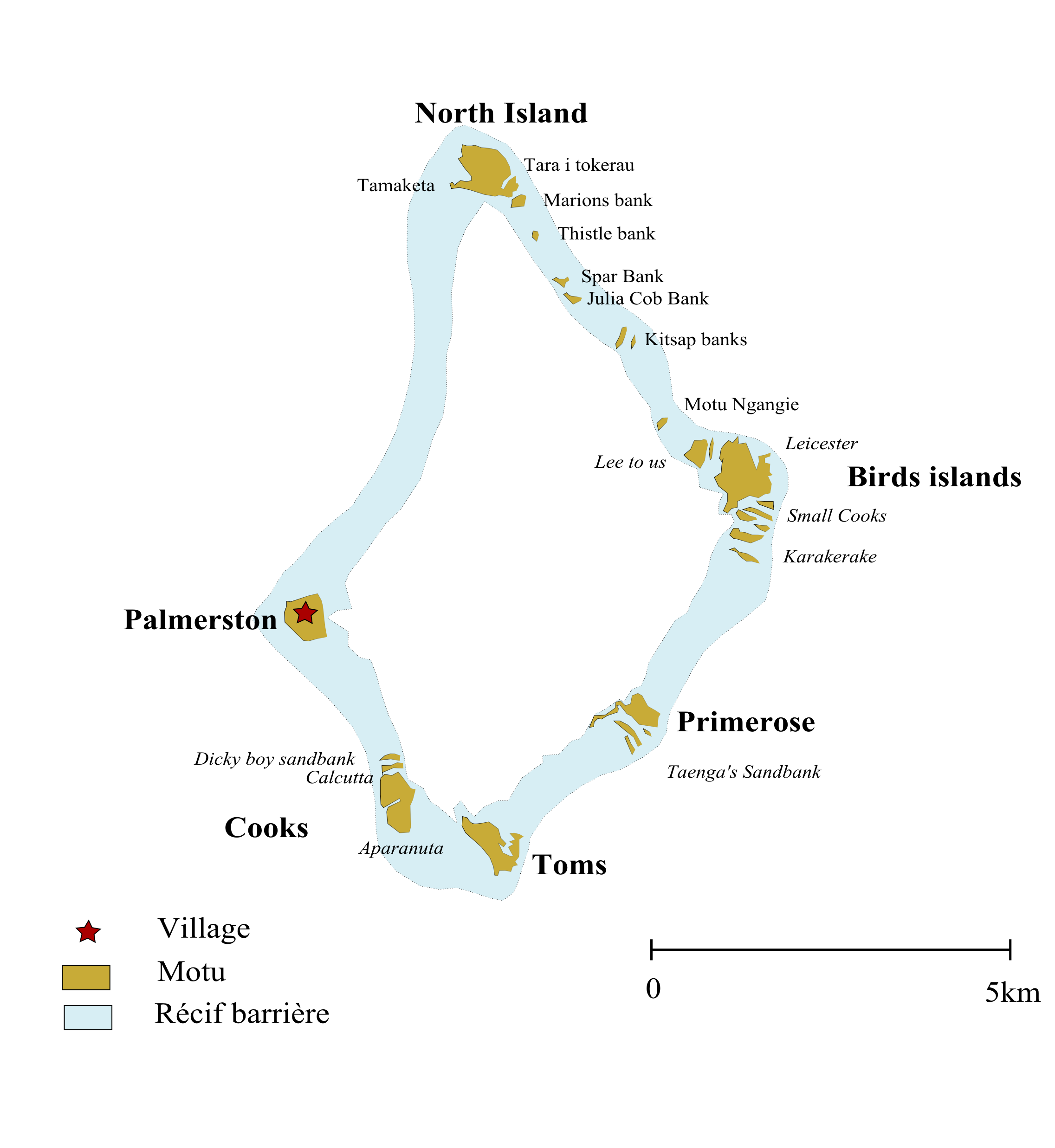
Карта острова Палмерстон

Будучи типичным коралловым атоллом, Палмерстон состоит из 35 песчаных островков, находящихся в пределах кораллового рифа, окружающего лагуну. Крупнейшими островами атолла являются: Палмерстон, Северный, Ли-ту-ас, Лестер, Примроуз, Тома и Кука. Лестер, Ли-ту-ас и группу близко расположенных к ним более мелких островов принято называть Птичьими островами. Общая площадь суши — 2,1 км². Площадь лагуны — 14,57 км², а её длина — 11 км. Самая высокая точка острова («Гора») находится на 6 (или 9) метров выше уровня океана. В рифе имеется три прохода для лодок, но нет возможности для прохождения больших кораблей. Располагаясь на 18° ю. ш., Палмерстон имеет тропический климат, но подвержен сильным ураганам, особенно в январе и феврале. Самые разрушительные штормы случались в 1883, 1914, 1923, 1926, 1931, 1935, 1942 и 1967 годах.
На всех островах атолла растут кокосовые пальмы, панданусы и другие деревья. Рек нет, жители собирают дождевую воду. Риф изобилует рыбой и морскими беспозвоночными.

## История
Палмерстон был открыт капитаном Джеймсом Куком 16 июня 1774 года, во время его второго плавания. Однако на острове он высадился только в своём третьем плаванье 13 апреля 1777 года. Остров в то время был необитаем, хотя на нём были обнаружены 12 старых могил. Остров был назван Куком в честь второго лорда Пальмерстона. Предположительно исходное полинезийское название острова Аварау (Avarau), что в переводе на русский значит «двести гаваней».
В 1863 году корабельный плотник и бондарь Уильям Мастерс прибыл на Палмерстон с двумя полинезийскими жёнами с соседнего острова Мануае (по другим данным с острова Пенрин), получив на это разрешение Британского правительства. Впоследствии он взял ещё третью жену. Среди них, по некоторым сведениям, одна была его официальной женой, а другая — её сестрой. Он оставался единоличным правителем острова до смерти в 1899 году. После себя Мастерс оставил большую семью с 17 детьми (по другим данным общая численность колонии к тому времени составила около 100 человек, все они являлись потомками Уильяма Мастерса и его трёх жён).
Через два года после смерти Уильяма Мастерса, его потомки не смогли договориться о том, кто возглавит колонию. В 1901 году британский представитель на Раротонге полковник Гуджеон (англ. Colonel W. E. Gudgeon) назначил старшего сына Уильяма — Джоэла (англ. Joel) — британским представителем и судьёй на острове. В 1923 году ураган уничтожил все пальмы, росшие на Палмерстоне, а также все дома островитян. Жители Палмерстона были эвакуированы проходившей мимо шхуной на Раротонгу. Позднее островитяне ещё несколько раз покидали остров после разрушительных штормов, но всякий раз часть из них возвращалась на остров. Потомки Уильяма Мастерса до сих пор населяют Палмерстон.
Уильям Мастерс утверждал, что он родом из графства Глостершир на западе Англии (по другой версии он был из города Бирмингема в центральной Англии). Вероятно поэтому его потомки называют себя Марстерсами (англ. Marsters), следуя местному диалекту. Все островитяне говорят на великолепном английском с глостерширским акцентом. Ко времени смерти младшей дочери Уильяма Мастерса — Титана Танги (англ. Titana Tangi) — в 1973 году, более тысячи его потомков жило на Островах Кука и в Новой Зеландии. Несмотря на то, что только 63 из них сейчас живёт на Палмерстоне (2006 год), они все считают этот остров своей родиной. В 1954 году семья Ма(р)стерсов безвозмездно получила Палмерстон в полную собственность. В настоящее время на острове живут представители трёх ветвей семейства Ма(р)стерсов, браки внутри каждой из групп запрещены.

## Управление
В островном совете 6 человек (3 глав семей, 3 назначенных представителей). Входит в избирательный округ Аватиу-Руатонга-Палмерстон

## Население
Население атолла — 60 человек (перепись 2011 года), все они являются потомками англичанина Уильяма Мастерса (англ. William Masters).

## Экономика
Экономика острова базируется на рыболовстве, туризме, заготовках копры и птичьих перьев. Однако отдалённость острова сильно затрудняет торговлю. Электричество и другие блага современной цивилизации доступны на острове. Недавно построенная телефонная станция обеспечивает единственную надёжную связь с внешним миром. Исследовательское судно «the Bounty Bay» доставляет туристов на Палмерстон с Раротонги. Аэропорт на острове отсутствует.